# شريف علاء
شريف علاء ،لاعب كرة قدم مصري دولي من مواليد 26 مايو 1992 بمحافظة القاهرة، لاعب نادي الزمالك سابقاً ويلعب مع نادي الشرقية حالياً.
بدأ مسيرته الكروية مع المقاولون العرب، وفي موسم 2012/2013 تم تصعيدة إلى الفريق الأول بالنادى ،ثم انضم اللاعب لنادى الزمالك في موسم 2014/2015 لمدة أربعة مواسم.

## بطولات حصل عليها
- كأس مصر (2014-2015)